# Filiz Koç
Filiz Koç, verheiratete Rose (* 6. Oktober 1986 in Ankara als Filiz Heilmann), ist eine ehemalige türkische Fußballspielerin, die auch als Reporterin, Model und Schauspielerin tätig ist.

## Leben
Filiz Koç wuchs in Hannover auf, wo ihr Vater, der ehemalige Galatasaray Istanbul Spieler Savaş Koç, als aktiver Fußballspieler bei Hannover 96 spielte. Als sie noch ein Kind war, trennten sich ihr Vater und ihre deutsche Mutter. Koç machte nach ihrem Abitur eine Ausbildung zur Sport- und Fitnesskauffrau. Mit einem Freund betreibt Koç seit 2010 in Garbsen die Autowaschanlage „Westside Wash“. 2018 heiratete sie Almondy Rose, Mister Germany 2012. Ihre Schwester ist die TV-Persönlichkeit Yeliz Koç.

## Fußball

### Im Verein
Koç begann im Alter von elf Jahren beim TSV Havelse mit dem Fußballspielen, bevor sie ein Jahr später mit zwölf Jahren zum Mellendorfer TV ging. Mit der ersten Mannschaft schaffte sie 2008 den Aufstieg in die 2. Bundesliga. Nach einem kurzen Intermezzo beim Zweitligisten FFC Oldesloe 2000, spielte Koç von 2011 bis 2012 beim Regionalligisten TSV Havelse. Nach der Saison 2011/12 trat sie vom Profifußball zurück und ging zum SC Wedemark, um sich mehr ihrer Fernsehkarriere zu widmen. Im Sommer 2014 schloss sie sich den Regionalligisten TSV Limmer an.

### International
Im Jahr 2009 lief sie zwei Mal für die türkische Nationalmannschaft auf, blieb jedoch in beiden Spielen ohne Torerfolg. Nach 6-jähriger Abstinenz kehrte Koç im August 2015 für das Europameisterschafts-Qualifikationsspiel gegen Albanien in die türkische Fußballnationalmannschaft zurück.
Im Mai 2016 nahm sie als Sportlerin an Das ProSieben Länderspiel: Team Deutschland vs. Team Weltauswahl teil.

## Model
2011 war Filiz Koç in der Castingshow Die Model-WG und der Pseudo-Doku Das Model & der Freak zu sehen.

## Medienkarriere

### Als Schauspielerin
Im Jahre 2011 gab Koc in der Tatort Folge Im Abseits neben Célia Šašić ihr Schauspieldebüt als die türkischstämmige Fußballspielerin Fadime Gülüc, die in dieser Folge ermordet wird. Zudem nahm sie 2010 an der Show Die perfekte Minute teil, wo sie 75.000 Euro gewann und danach freiwillig ausstieg, obgleich sie noch eine große Chance auf die Höchstgewinnsumme von 250.000 Euro hatte.

### Als Moderatorin
Neben ihrer aktiven Fußball- und Schauspielkarriere arbeitet sie seit der Saison 2011/12 als Feld-Reporterin bei Sky Deutschland in der 2. Fußball-Bundesliga.